# Wilsberg: Doktorspiele
Doktorspiele ist die 27. Folge der Fernsehfilmreihe Wilsberg. Die Erstausstrahlung erfolgte bereits zwei Wochen nach Ausstrahlung der vorherigen Folge Der Mann am Fenster am 25. April 2009 beim ZDF. Regie führte Hans-Günther Bücking, das Drehbuch wurde von Matthias Keilich und Khyana el Bitar nach dem 2002 erschienenen Roman Wilsberg und der tote Professor von Jürgen Kehrer geschrieben.

## Handlung
Professor Günther Kaiser ist Leiter des Instituts für Germanistik an der Universität in Münster. Er ist in zweiter Ehe mit Marie Kaiser verheiratet. Diese hat Zweifel an seiner ehelichen Treue und erteilt Georg Wilsberg den Auftrag, ihren Ehegatten zu überwachen. Wilsberg postiert sich auf dem Dach eines Nachbargebäudes der Universität, von wo er einen guten Blick auf das Büro des Institutsleiters hat. Er wird Zeuge, wie Professor Kaiser seiner Assistentin Frau Dr. Kohlmann an den Busen greift, von ihr jedoch abgewiesen wird. Als Wilsberg Fotos von Professor Kaiser und dessen Studentin Ramona Liek macht, die die beiden beim Sex im Büro des Professors zeigen, fällt ein Schuss. Professor Kaiser wird zwischen den Schulterblättern getroffen und ist tot.
Wilsberg überbringt Marie Kaiser die traurige Nachricht vom Tod ihres Mannes. Bei seinen Ermittlungen nach dem Täter im engsten Kollegenkreis des Verstorbenen trifft er auf Professor Varnholt, den er vor einigen Jahren juristisch vertreten hat. Damals trug er noch den Namen Dieter Mertens, bevor er den Namen seiner Frau annahm, und war als Mitglied der RAF angeklagt, bei einem Überfall auf ein Waffendepot einen Wachmann erschossen zu haben. Wilsberg konnte ihn erfolgreich vor Gericht verteidigen, so dass er nicht als beteiligtes RAF-Mitglied verurteilt, sondern als Mitläufer der RAF freigesprochen wurde. Daraufhin nahm er seine Tätigkeit am Germanistik-Lehrstuhl der Universität auf. Vom Fachgebiet der Geheimsprachen, mit dem sich Professor Kaiser befasste, hält Professor Varnholt nichts und äußert sich abfällig darüber, obwohl oder gerade weil Professor Kaiser unter anderem bei der Dechiffrierung von Stasi-Akten bei der Birthler-Behörde in Berlin behilflich war.
Im weiteren Verlauf der Ermittlungen trifft Wilsberg auf Dr. Haus, der nach eigener Aussage aufgrund von Kinderlähmung auf eine Gehhilfe angewiesen ist. Haus teilt die Interessen für Geheimsprachen mit Professor Kaiser, bei dem er habilitierte. Dr. Haus beschäftigt sich vornehmlich mit Masematte und spekuliert nach dem Tod seines Vorgesetzten nun auf dessen Lehrstuhl. Auch die Institutsleitung ist nach dem Tod von Professor Kaiser vakant.
Die Witwe Marie Kaiser gerät derweil in den Fokus der Ermittlungen und wird von Kommissarin Anna Springer zu einer Befragung ins Polizeipräsidium gebeten. Sie wird dabei von Alex Holtkamp als Anwältin vertreten und – sehr zu Anna Springers Unmut – von Wilsberg als ihrem juristischen Vertreter begleitet. Marie Kaiser gibt an, zur Tatzeit des Mordes an ihrem Mann mit dem Hund Bruno des Nachbarn am Aasee gewesen zu sein. Als die Befragung droht, sich in ein Verhör zu wandeln, brechen Alex und Wilsberg das Gespräch mit Anna Springer ab.
Frau Dr. Kohlmann bittet Wilsberg um die Herausgabe der von ihm gemachten Bilder, die sie zusammen mit Prof. Kaiser zeigen, da sie befürchtet, ihr Mann würde sich scheiden lassen, wenn er von ihrer Affäre mit ihrem Vorgesetzten erfahren würde. Wilsberg kann diesem Wunsch nicht nachkommen, da seine Kamera bereits kurz nach den tödlichen Schüssen auf Professor Kaiser von Kommissarin Springer konfisziert wurde.
Daniel Kaiser, Sohn aus erster Ehe, sucht des Nachts nach dem Testament seines Vaters in dessen Haus. Marie Kaiser befürchtet, dass sich ein Einbrecher Zutritt zu ihrem Haus verschafft hat, und ruft Wilsberg an, damit dieser den vermeintlichen Einbrecher fängt, ihn zumindest aber in die Flucht schlägt. Nachdem sich herausstellt, dass es sich um Daniel Kaiser gehandelt hat und dieser seinen Haustürschlüssel ausgehändigt hat, wird Wilsberg von Marie gebeten, über Nacht zu bleiben.
Marie Kaiser hatte bereits vor drei Wochen ihren Mann zusammen mit Ramona Liek in flagranti erwischt. Daraufhin vergab Marie den Auftrag an Wilsberg, ihren Mann zu observieren, um sicherzustellen, dass er sich tatsächlich wie vorgegeben von Ramona getrennt habe und sich von ihr fernhalte. Noch vertrackter wird es, als Ekki von Ramona erfährt, dass sie früher einmal mit Daniel zusammen war, bevor dessen Vater seinem Sohn die Freundin ausspannte. Plötzlich haben auch die beiden engsten Angehörigen des Opfers ein Motiv für die Tat.
Von Wolfgang Kohlmann, dem Ehemann von Dr. Viola Kohlmann, erhält Wilsberg einen Anruf, in dem ihm wichtige Informationen angeboten werden. Diese werde er bei einem Treffen außerhalb der Stadt erhalten. Von Wolfgang Kohlmann wird Wilsberg in ein Feld gelockt, in dem er ihm mit einem Gewehr auflauert. Er beteuert, mit der Waffe lediglich seiner Forderung nach den Fotos, die Professor Kaiser zusammen mit seiner Frau zeigen, Nachdruck verleihen zu wollen. Kohlmann gibt zu, Kenntnis über die sexuelle Belästigung seiner Frau durch Professor Kaiser gehabt zu haben, die sie für Inaussichtstellung einer Doktorandenstelle mit C4-Professur in Leipzig ertragen habe. Wilsberg entreißt Kohlmann die Waffe, feuert wutentbrannt in den lehmigen Boden und verlässt das Feld. Später kehrt er zu dieser Stelle zurück, um das Projektil zu suchen und dieses für eine ballistische Analyse der Polizei zu übergeben. Da Wilsberg von Viola Kohlmann erfährt, dass sie früher als Gewehrschützin ostwestfälische Meisterin gewesen sei, reihen sich Viola Kohlmann und ihr Ehegatte in die ohnehin bereits lange Liste der Verdächtigen ein.
Alex Holtkamp bringt über einen Freund, der in der Birthler-Behörde tätig ist, in Erfahrung, dass Varnholts RAF-Akte aus der Behörde verschwunden ist, als diese von Kaiser bearbeitet wurde. Wilsberg kann nicht ausschließen, dass Varnholt mit der Akte durch Kaiser erpresst wurde, falls die Akte beweisen sollte, dass Varnholt doch nicht nur ein Mitläufer der RAF war, sondern selber Schüsse auf den damals getöteten Wachmann abgegeben haben sollte. Diese Erpressung könnte zugleich die Erklärung für Varnholts Rücktritt von der Institutsleitung vor zwei Jahren sein, die Kaiser von ihm übernahm. Dieses starke Motiv lenkt Wilsbergs Verdacht auf Varnholt, der allerdings zum Tatzeitpunkt eine Vorlesung vor mehr als 150 Studenten gehalten hat. Allerdings hatte er während der Vorlesung den Hörsaal für etwa fünf Minuten verlassen, wie einige Studenten bestätigen.
Von Dr. Kohlmann erfährt Dr. Haus, dass Wilsberg in Professor Kaisers Büro eingedrungen ist und sucht daraufhin Wilsberg in dessen Antiquariat auf. Wilsberg verweigert ihm den Einlass, setzt ihn jedoch in Kenntnis darüber, dass er die Druckfahnen seiner Habilitation in Professor Kaisers Büro gefunden und in seinen Besitz gebracht hat. Des Nachts kehrt Dr. Haus zurück und bricht in das Antiquariat ein. Dort wird er von Alex erwischt. Als sie ihm seine Krücke wegnimmt und die Polizei verständigt, läuft er zu ihr herüber und nimmt ihr das Telefon aus der Hand. Darauf räumt er ein, dass er sich in der Universität als Schwerbehinderter ausgegeben habe, um einen Platz am Lehrstuhl zu erhalten und seine Habilitation vorantreiben zu können. Sein Buch über Masematte wollte Kaiser jedoch als eigenes Werk veröffentlichen, um seine eigene Wahl zum Dekan der Universität zu unterstützen. Overbeck nimmt Dr. Haus in Gewahrsam. Bei dieser Gelegenheit setzt er Wilsberg in Kenntnis, dass die ballistische Analyse ergeben hat, dass das Projektil, mit dem Kaiser erschossen wurde, aus der Waffe von Wolfgang Kohlmann stammt, woraufhin dieser bereits festgenommen wurde.
Ekki entdeckt derweil, dass es möglich ist, aus dem Abstellraum hinter dem Hörsaal, in dem Professor Varnholt während der Vorlesung verschwunden war, durch eine Lüftung direkt auf das Dach des Gebäudes zu gelangen, von wo nicht nur gute Sicht auf Professor Kaisers Büro besteht, sondern zudem ein freies Schussfeld. Professor Varnholt sucht in Kaisers Büro nach seiner Akte aus RAF-Zeiten, die von Kaiser entwendet worden war, um ihn zu erpressen. Wilsberg kommt ihm zuvor und findet diese in einem Buch über Verschlüsselungstechniken. Mithilfe der Schablonentechnik, für die er ein abstraktes Bild moderner Kunst aus Professor Kaisers Büro verwendet, gelingt es ihm zudem, die Akte zu entschlüsseln und Professor Varnholt zu belasten. Daraufhin ergreift Professor Varnholt in dem Augenblick die Flucht, als Marie Kaiser im Büro ihres getöteten Mannes erscheint. Wilsberg klärt sie über die letzten Geschehnisse auf. Plötzlich fällt ein Schuss. Marie wird ebenso wie wenige Tage zuvor ihr Mann von Professor Varnholt durch das Fenster des Büros erschossen. Zwar hatte Varnholt das Feuer auf Wilsberg eröffnet, um die Weitergabe dessen belastender Erkenntnisse zu verhindern, traf aber versehentlich Marie tödlich. Daraufhin wird Professor Varnholt festgenommen.
Es stellt sich heraus, dass Varnholt bei dem Mord an Marie Kaiser das Gewehr aus dem Waffendepot nutzte, mit dem er zu RAF-Zeiten den Wachmann getötet hatte. Beim Mord an Professor Kaiser hingegen verwendete er das Gewehr von Dr. Kohlmanns Ehegatten, damit diesen der Verdacht der Ermittler treffe.
Unterdessen stirbt Marie in Wilsbergs Armen. Dr. Haus räumt seinen Arbeitsplatz, nachdem sein falsches Spiel aufgeflogen ist, und Dr. Viola Kohlmann wird zur Universitätsprofessorin ernannt.

## Hintergrund
Die Folge Doktorspiele basiert auf dem Roman Wilsberg und der tote Professor von Jürgen Kehrer, der – von Rainer Gilljohann gelesen – 2006 als Hörbuch auf vier CDs erschienen ist.
Die Dreharbeiten begannen am 14. Oktober 2008 und endeten am 15. Dezember 2008. Ende Oktober 2008 wurde in Münster in einem Café am Domplatz gedreht. Weitere Aufnahmen entstanden am Antiquariat Solder in der Frauenstraße, in der das Antiquariat Wilsberg in der Fernsehserie zu finden ist. Das Treffen zwischen Wilsberg und seiner Auftraggeberin Marie Kaiser wurde im Fyal am Geisbergweg in direkter Nähe zum Domplatz aufgezeichnet. Die Aufnahmen, die das Polizeipräsidium zeigen, wurden im Bispinghof in Münster gedreht. Der gemeinsame Ausflug von Ekki und der Studentin Ramona wurde am Coconut Beach im Münsteraner Hafen gefilmt. Ebenfalls wurde die Szene am Hafen gedreht, in der sich Wilsberg an den Osmohallen mit Professor Varnholt während dessen Lauftrainings unterhält. Darüber hinaus wurde am Romanischen Seminar der Universität zu Köln gedreht. Die Szene, in der Ekki die Germanistikvorlesung besucht, zeigt Außenaufnahmen des Hauptgebäudes der Universität zu Köln, das sich am Albertus-Magnus-Platz befindet.
Am 15. September 2010 wurde die Folge zusammen mit der 28. Folge Oh du tödliche… von Polarfilm auf DVD mit FSK-16-Freigabe veröffentlicht, während alle bisherigen DVD-Veröffentlichungen der Fernsehserie mit einer FSK-12-Freigabe versehen wurden. Die Folge Doktorspiele erhielt zwar eine FSK-12-Freigabe, allerdings ist die Doppel-DVD aufgrund der FKS-16-Freigabe des zweiten Hauptfilms mit dieser höheren Altersfreigabe versehen. Die DVD enthält neben den beiden Hauptfilmen als Bonusmaterial ein Making-of sowie ein Porträt über die Stadt Münster. Diese DVD schenkte die Stadt Münster 2010 jedem Bürger, der sich mit seinem Erstwohnsitz in Münster anmeldete.
Der Running Gag Bielefeld verweist in dieser Folge auf die Aufschrift des Basecaps im Stil des Logos der Fernsehserie Wilsberg, das Ekki in verschiedenen Szenen trägt, sowie auf den Reim „Zahlst Du mir auch sehr viel Geld, ich geh’ nicht weg aus Bielefeld“, den er während einer Germanistikvorlesung für einen Schüttelreim haltend zum Besten gibt (nach 52:26).
Frank Montenbruck, der in Münster geboren ist und dort lebt, wurde durch die Fernsehserie Stromberg bekannt und tritt in der Folge Doktorspiele in einer Nebenrolle als Nachbar von Kommissarin Anna Springer im gemeinsamen Treppenhaus des Miethauses auf.
In der Folge sind auffallend viele Anspielungen auf reale und fiktive Personen sowie Zitate aus literarischen Texten und Filmen zu finden. Gleich zu Beginn der Folge spricht Wilsberg gegenüber Kommissarin Springer von dem Film Blow Up, Overbeck ergänzt in dieser Szene den Namen des Regisseurs. Wilsberg hat wie in diesem Film aus dem Jahr 1966 zufällig einen Mord fotografiert. Als Wilsberg erstmals auf Dr. Haus trifft, verbittet sich dieser Wortspiele auf Dr. House, zumal sich beide mit Hilfe eines Gehstocks fortbewegen. Dr. Haus mutmaßt bei diesem Zusammentreffen, Wilsberg sei Münsters Antwort auf Miss Marple. Später wird Wilsberg von Ekki gefragt, ob dieser ihn ins Kino begleiten möchte, um gemeinsam den britischen Spielfilm Peeping Tom aus dem Jahre 1959 anzusehen. Wilsberg lässt bei einer Autofahrt entlang des Münsteraner Domplatzes gegenüber Alex ein Zitat von Franz von Assisi fallen: „Dass mir der Hund das Liebste sei, sagst Du, oh, Mensch, sei Sünde. Der Hund ist mir im Sturme treu, der Mensch nicht mal im Winde.“ Dass Ramona Liek zunächst die Freundin von Daniel Kaiser war, bevor sie die Geliebte dessen Vaters wurde, quittiert Wilsberg mit den Worten „Ödipus lässt grüßen“. Später spricht Wilsberg bissig von „Mutterkomplex“ gegenüber Anna Springer, als hinter ihr in der Wohnung Overbeck erscheint, der seine Hose ausgezogen hat, um von dieser einen Kaffeefleck zu entfernen. Anna Springer fragt sich, ob ihr Assistent Overbeck der Serie CSI Miami nacheifert, als er seine Sonnenbrille aufsetzt und die obersten Knöpfe seines Oberhemdes löst, bevor die beiden Marie Kaiser in ihrem Haus aufsuchen.
Ein Telefonat mit Wolfgang Kohlmann kommentiert Wilsberg gegenüber Marie Kaiser mit den Worten „Der Knabe sprach, der König lief“ und bedient sich hierbei einer Anlehnung an „Der Knabe kam, der König rief“ aus der Ballade Der Sänger aus dem Jahre 1783 von Johann Wolfgang von Goethe. Eine Hommage an Alfred Hitchcocks Film Der unsichtbare Dritte aus dem Jahr 1959 lässt sich im Angriff durch ein Doppeldecker-Modellflugzeug finden, der Wilsberg bei seinem Treffen mit Wolfgang Kohlmann im Feld widerfährt. „Al Capone hat man auch nur wegen Steuerhinterziehung drangekriegt“, bemerkt Wilsberg gegenüber Ekki, um ihn zur Überprüfung der Steuerunterlagen von Dr. Haus zu bewegen. Zudem bedient sich Wilsberg bei der Auflösung des Falls einer Analogie aus Edgar Allan Poes Werk Der entwendete Brief, Professor Varnholt in Professor Kaisers Büro nach der von Kaiser entwendeten Akte über ihn sucht. Diese ist in einem Buch über Geheimsprachen im Regal versteckt und zu ihrer Dechiffrierung kann ein Bild in Schablonentechnik verwendet werden, das gut sichtbar an der Wand hängt. Ebenso offensichtlich findet sich der entwendete Brief bei Poe letztlich auf dem Schreibtisch des Diebes, wo ihn niemand vermutet.
Von einigen Personen wird in mehreren Szenen Masematte, ein regionaler Soziolekt der Gauner aus den Elendsvierteln von Münster, gesprochen, wobei diese Szenen stets mit hochdeutschen Untertiteln unterlegt sind.
Zum Abspann ist der Song „Lullaby“ von Pink Martini zu hören.

## Rezeption

### Einschaltquoten
5,63 Millionen Zuschauer sahen die Folge Doktorspiele bei ihrer Erstausstrahlung im ZDF, was einen Marktanteil von 21,6 % ausmachte. Damit musste sich die Folge lediglich der Castingshow Deutschland sucht den Superstar geschlagen geben, welche 50.000 Zuschauer mehr verfolgten.

### Kritik
Fabian Riedner von quotenmeter.de lobte Lansink für seine Darstellung, die „sehr gut“ sei, sowie die beiden Drehbuchautoren, die „einen spannenden Fall schrieben“ und dabei „wirklich witzige Momente“ einfließen ließen. Einen entsprechenden Unterhaltungswert schrieb Riedner dem Darsteller Roland Jankowsky zu, der in seiner Rolle Overbeck erneut „recht lässig“ dem Hauptdarsteller Horatio Caine aus CSI: Miami nacheifert, wenn er „seine Sonnenbrille wie der Serienstar mehrfach langsam auf und ab“ setzt. Solche Momente seien von Hans-Günther Bücking „wahnsinnig gut inszeniert“ worden. Das Drehbuch sei „recht ordentlich geschrieben“, so dass der Krimi „Schritt für Schritt gelöst“ wird, einzig die Auflösung führe durch die persönliche Involvierung Wilsbergs dazu, dass sich die Serie durch die Folge nicht weiterentwickeln könne. Riedner vergab für die Folge eine Wertung von 87 %.
Diese Meinung teilt das Lexikon des internationalen Films, das urteilt, die Folge sei ein „mit Humor gewürzter (Fernsehserien-)Kriminalfilm um den Antiquar und Privatdetektiv Wilsberg, der einmal mehr direkt betroffen ist.“
Die Redaktion von TV Spielfilm war der Meinung, die Folge sei „ein kurzweiliger Fall mit Hollywood-Zitaten, bei der Masematte (ein alter Münsteraner Dialekt) eine Schlüsselrolle spielt“. Doktorspiele sei zwar „nicht CSI, aber pfiffig, pointenreich und kurios“.
Tilmann P. Gangloff konstatierte bei kino.de, Doktorspiele sei „ein ausgezeichneter und höchst verzwickter Krimi, der Verdächtige zuhauf zu bieten hat“. Dadurch erreiche der Film „eine Komplexität, die fast den Rahmen sprengt“. Zugleich „wimmelt es nur so von Anspielungen und Zitaten“ im Drehbuch. Unter den Darstellern hebt Gangloff besonders das Zusammenspiel von Oliver Korittke mit Sylta Fee Wegmann sowie „die herrlichen Auftritte von Overbeck“, gespielt von Roland Jankowsky, hervor.
Kurt Sagatz vom Tagesspiegel urteilte, Doktorspiele sei „ein kurzweiliger Krimi, der gleich mit einem halbem Dutzend Verdächtiger aufwartet“. Er ergänzt, „diese Folge enthält alle Elemente, die die Fans der Münster-Krimis so lieben“.